# Домино (Marvel Comics)
Домино (англ. Domino) — персонаж Marvel Comics, член Людей Икс, точнее команды Сила Икс. Созданный писателем Фабианом Ницесса и художником Робом Лифилдом персонаж появился на свет в X-Force #11 (июнь 1992). Настоящее имя Нина Турман (англ. Neena Thurman). Также Домино появляется в анимационном сериале «Росомаха и Люди Икс» в качестве члена Братства Мутантов и в фильме «Дэдпул 2».

## История публикаций
Впервые образ Домино появился в первом томе «The New Mutants» в выпуске #98 (февраль 1991), но это оказалась мутантка-метаморф Копикэт. Сама Домино появилась в воспоминаниях в первом томе X-Force в выпуске #8 (март 1992). И наконец, первое полноценное появление персонажа произошло в X-Force #11 (июнь 1992).
Характер Домино несколько противоречивый. Она постоянно испытывает резкие перепады настроения, иногда употребляет ненормативную лексику. Регулярно становится участницей стычек и словесных перепалок с некоторыми персонажами, в основном — с Уэйдом Уилсоном, более известным под прозвищем Дэдпул. Однако, это не помешало развитию между ними романтических отношений. Домино присущи редкие вспышки чрезмерной жестокости, что можно оправдать постоянным стрессом на заданиях, ставшими обыденным делом убийствами и некоторыми разногласиями с напарниками.

## Биография
Женщина, которая позже стала называться Домино, была результатом сверхсекретной правительственной программы по созданию идеального оружия. Домино прошла тест лишь на выживание, а её способность управлять вероятностью (тем самым приносить себе немыслимую удачу во всех начинаниях) не учли. Биологическая мать Домино помогла сбежать ей из проекта, и оставила её у Святого Отца Рудольфо Бочелли в церкви Святого Сердца в Чикаго. Со временем Домино покинула церковь и стала наемником. Одна из её первых работ — остановить Операцию Джерико, которая управлялась на расстоянии солдатами через робота. Домино разрушила робота, но в процессе поджарила мозг солдата, который управлял этим роботом. После этого Домино приставили охранять гениального доктора Мило Турмана, его аналитические способности делали его слишком опасным для правительства, поэтому оно не могло дать ему разгуливать на свободе. Каким-то образом Домино и доктор Турман полюбили друг друга и поженились. Однако позже они развелись. На данный момент Нина имеет хорошие отношения с Дэдпулом: однако, в большинстве комиксов их отношения являются романтическими, а в других — лишь крепкой дружбой и «боевым товариществом».

## Альтернативные версии
Вообще, Домино — персонаж несколько противоречивый. В других версиях она — член Братства мутантов и неформальный лидер над бестолковыми Жабой и Пузырем.

### Deadpool: Wade Wilson’s War
В сюжете «Война Уэйда Уилсона» Домино была участницей секретного проекта американской армии по созданию суперсолдат и входила в боевой отряд вместе с Дэдпулом, Меченым и Серебряным Соболем.

## Силы и способности
Домино способна подсознательно влиять на поле вероятности, заставляя происходить маловероятные вещи, принося себе немыслимую удачу в своих начинаниях, и при этом приносить всем окружающим неудачу. Феномен «Поля вероятности» может быть чем угодно. Полный потенциал её сил пока неизвестен.
Подсознательно контролируемый талант Домино подобен спусковому крючку, особенно в стрессовых ситуациях (таких как побег).
Способности Домино постоянно исходят из её тела подсознательно, однако чтобы это приносило удачу Домино должна сосредотачиваться на вещах или событиях, на которые она может повлиять. К примеру, если Домино будет просто стоять под обстрелом, то пули убьют её, а если она попытается направить на них свои способности и повлиять на вероятность, то у неё чудесным образом получится избежать пулевого ранения. В серии «Мстители против Людей Икс» используя свою силу, Домино в одиночку побеждает Красного Халка.
Нина является великолепно обученным стрелком и мастером рукопашного боя.
Страдает алекторофобией (боязнь петухов).

## Вне комиксов

### Кино
- В 2018 году сыграна немецко-американской актрисой Зази Битц в фильме «Дэдпул 2».

### На телевидении
- В мультсериале «Люди Икс» Домино появляется в нескольких камео, в том числе и как одна из пленников-мутантов на Геноше.
- В мультсериале «Росомаха и Люди Икс» Домино появляется как член Братства, а также в будущем как одна из участников силы сопротивления.

### В видеоиграх
- В игре «Deadpool» Домино появляется с Людьми Икс в компании Росомахи и Роуг.